# کمپتی (لوئیزیانا)
کمپتی (به انگلیسی: Campti) شهری در ایالت لوئیزیانا کشور ایالات متحده آمریکا است که جمعیت آن در سرشماری سال ۲۰۱۰ میلادی، ۱٬۰۵۶ نفر بوده‌است.